# Лосна (міфологія)
Лосна — етруська богиня, яку, ймовірно, ототожнювали із Місяцем. Вона асоціюється зі Світовим океаном, припливами та відливами.
Її можна співставити із римською богинею Луною.